# Milford (Maine)
Milford – miasto w Stanach Zjednoczonych, w stanie Maine, w hrabstwie Penobscot.